# 女性連続毒殺魔事件
女性連続毒殺魔事件（じょせいれんぞくどくさつまじけん）とは、1960年（昭和35年）11月から12月にかけて熊本県熊本市で3人が毒殺され、1人が毒物により植物状態になった金銭目的の事件。犯人も被害者も全員女性であった。

## 概要
1960年（昭和35年）、借金が16万円ほどあったSは、その返済に迫られていた、
11月6日、Sの家に姑が訪ねて来た。Sは姑の好物の乳酸飲料に農薬を混入して飲ませて殺害。姑の持ち物を物色したものの、現金は持っていなかったため、金策には失敗した。医者は姑の死を脳卒中と診断し、犯行は明るみに出なかった。
12月、Sは隣家の主婦を殺害して現金を奪う計画を立てる。12月14日、隣家を訪れて農薬を塗った馬肉を食べさせて殺害。しかし、この時も主婦が現金を持っていなかったため、金策は失敗。医者は主婦の死を脳卒中と判断し、犯行は明るみに出なかった。
12月17日昼頃、顔なじみの依頼行商人に農薬入りの鯛味噌を食べさせる。薬の量が少なかったためか死に至らなかったが、この行商人は植物状態になった。この時は1万3500円を奪う。
12月28日、17日とは別の行商人に農薬入り納豆を食べさせて殺害し、15円を奪う。
12月29日、Sは国鉄（現在のJR九州）鹿児島本線川尻駅で拘束されて、警察当局による家宅捜索の結果、S宅の台所にあった納豆、鯛味噌から高濃度の農薬を検出した。また被害者の司法解剖で有機リン酸の反応を検出した。Sは4件の事件の関与を自供した。
1963年3月28日、Sの死刑が確定、1970年9月19日に福岡拘置所で死刑が執行された。戦後の女性死刑囚としては、1951年に確定した「菅野村強盗殺人・放火事件」に次いで2人目となったが、菅野村事件の受刑者が恩赦によって無期懲役に減刑されたことで、死刑執行としては6月の「ホテル日本閣殺人事件」（1963年確定）の受刑者に次いで2人目の執行となった。

## 関連書籍
- 上野正彦 『毒殺』 角川書店。